# 1098
| 1098               |
| ------------------ |
| Dødsfald - Fødsler |
|                    |

| Gregoriansk kalender | 1098 MXCVIII            |
| Ab urbe condita      | 1851                    |
| Armensk kalender     | 547 ԹՎ ՇԽԷ              |
| Kinesiske kalender   | 3794 – 3795 丁丑 – 戊寅 |
| Etiopisk kalender    | 1090 – 1091             |
| Jødisk kalender      | 4858 – 4859             |
| Hindukalendere       |                         |
| - Vikram Samvat      | 1153 – 1154             |
| - Shaka Samvat       | 1020 – 1021             |
| - Kali Yuga          | 4199 – 4200             |
| Iransk kalender      | 476 – 477               |
| Islamisk kalender    | 491 – 492               |

Konge i Danmark: Erik Ejegod 1095-1103
Se også 1098 (tal)

## Begivenheder
- 12. december – massakren på Ma'arrat al-Numan hvor korsfarere forfalder til kannibalisme.
- Kong Magnus Barfod af Norge erobrer Orkneyøerne, Hebriderne og Isle of Man.

## Født
- Hildegard af Bingen, tysk abbedisse, mystiker, forfatter, læge og komponist.